# Resolute desk

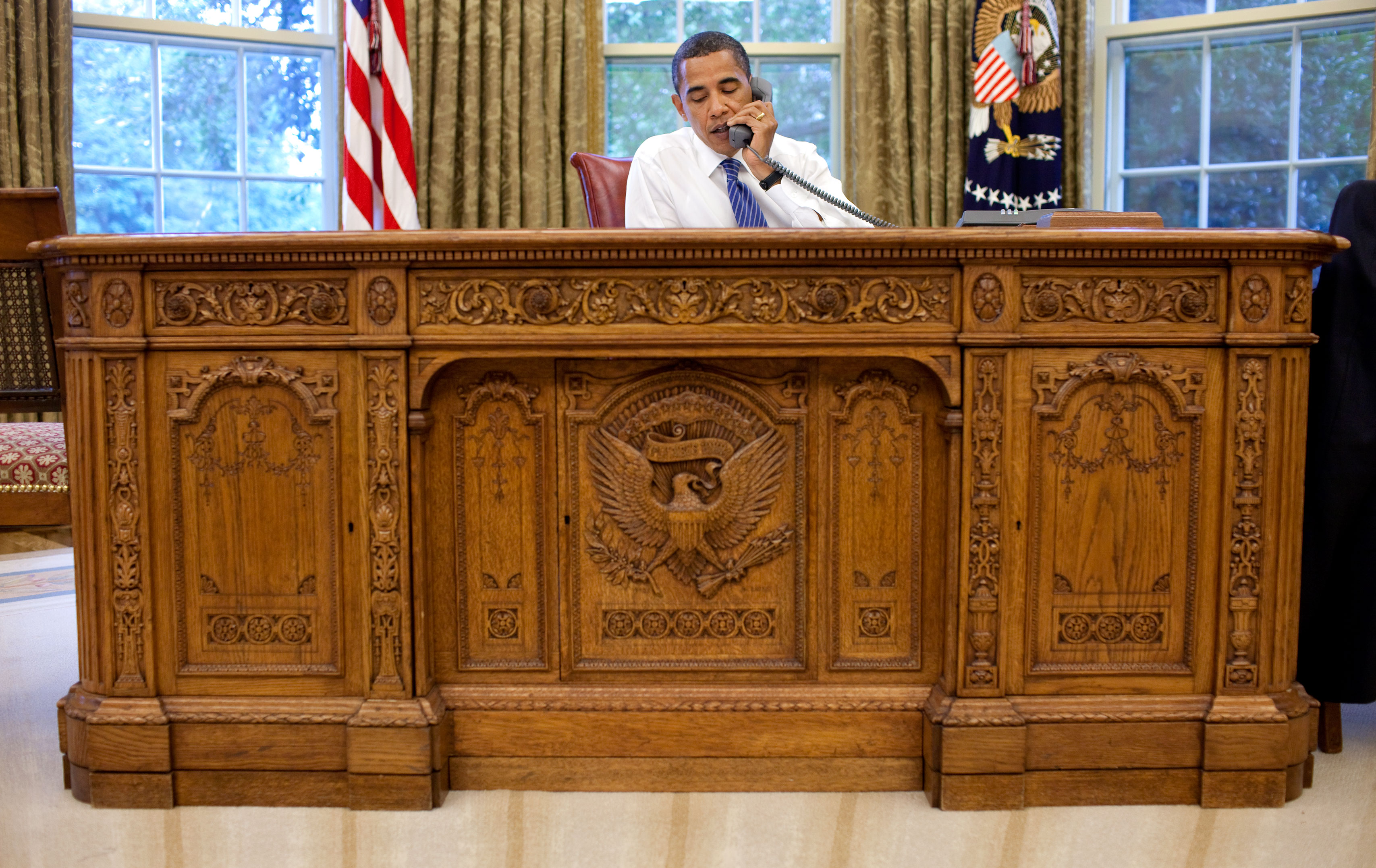
Il Presidente Barack Obama seduto alla Resolute desk nel 2009.

La Resolute desk è una grande scrivania del XIX secolo, utilizzata dai presidenti degli Stati Uniti d'America. Si trova all'interno dello Studio Ovale nella Casa Bianca. La scrivania fu donata nel 1880 dalla Regina Vittoria al Presidente Rutherford B. Hayes e fu costruita dal fasciame di legno di quercia della nave britannica HMS Resolute, incagliatasi e abbandonata nel 1854 in una spedizione nei ghiacci dell'Artico e poi recuperata da una baleniera statunitense.

## Storia

### La HMSResolute

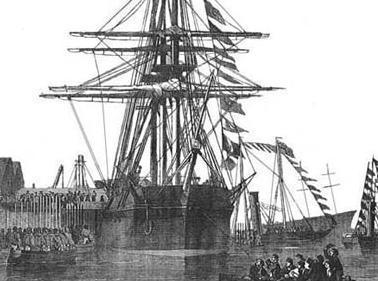
Incisione della HMS Resolute, dicembre 1856.

Nel maggio 1845 Sir John Franklin, un esploratore britannico, aveva intrapreso una spedizione per trovare un passaggio a Nord-Ovest. Franklin salpò con due delle migliori navi della Royal Navy, la HMS Erebus e la HMS Terror, rifornite di provviste sufficienti per tre anni. Fu tracciata una rotta attraverso la baia di Baffin, situata tra l'isola di Baffin e la costa occidentale della Groenlandia. Entrambe le navi e tutto l'equipaggio della spedizione scomparvero.
Fu perciò inviato uno squadrone di sei navi per recuperare le navi di Franklin e scoprire il destino della spedizione. Di questa flotta facevano parte quattro navi a vela, la HMS Resolute, Assistance, Enterprise e Investigator, e due a vapore, la HMS Pioneer e Intrepid. Anche questa spedizione fallì in quanto la Resolute si incagliò nei ghiacci del Mar Artico e l'equipaggio fu costretto ad abbandonarla. Nel settembre 1855 la Resolute fu avvistata e recuperata dalla baleniera americana George Henry capitanata da James Buddington.
La nave, ristrutturata dai danni, fu restituita all'Inghilterra nel dicembre 1856 in segno di buona volontà (gli Stati Uniti e la Gran Bretagna erano appena usciti da un periodo di forti tensioni reciproche). La Resolute continuò a prestare servizio nella Royal Navy per ventitré anni come nave da rifornimento per poi essere dismessa e smantellata nel 1879.

### La scrivania

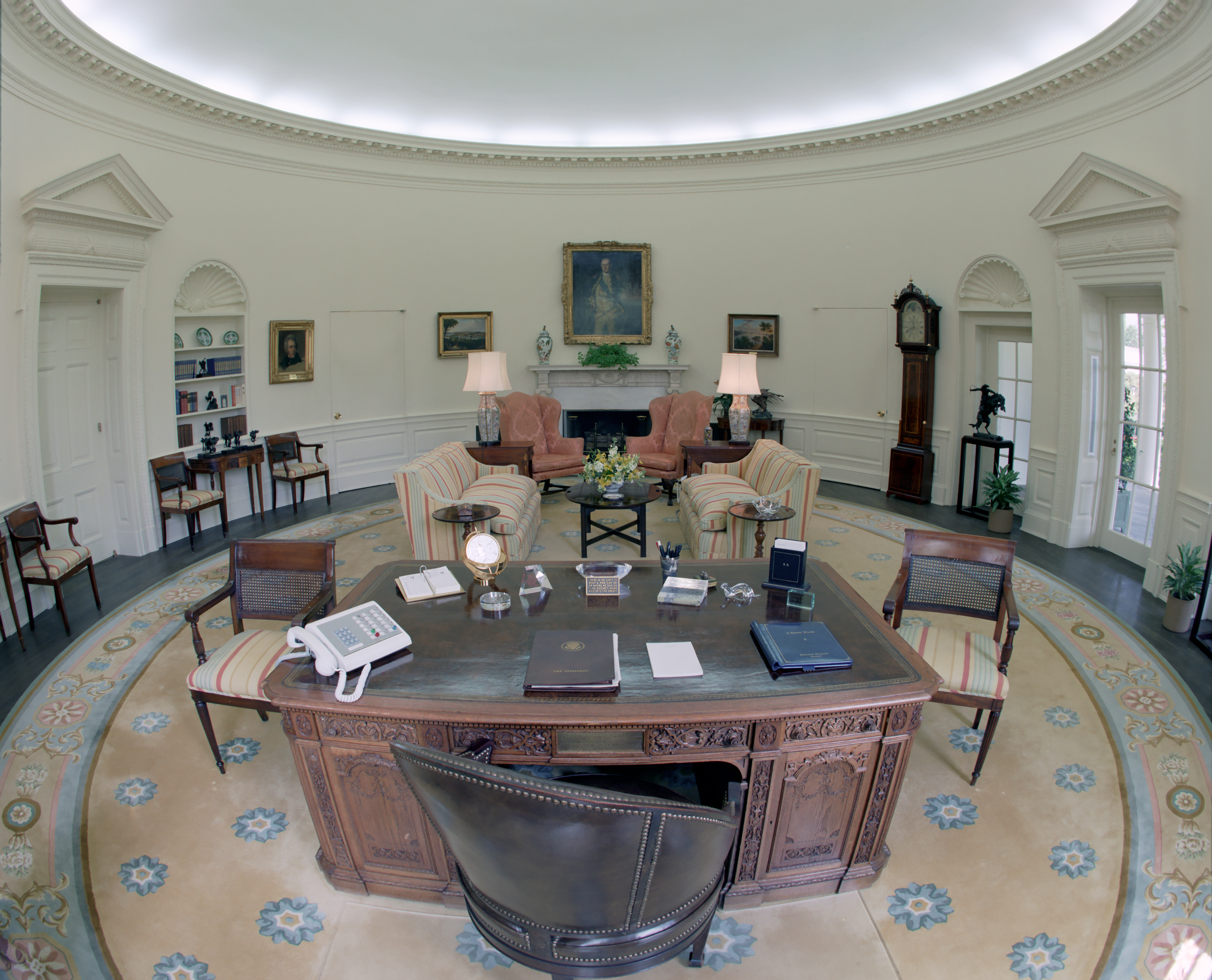
La Resolute desk all'interno dello Studio Ovale, 1981

Quando la Resolute fu smantellata numerosi mobili furono costruiti con il legname ricavato dal suo fasciame. La regina Vittoria, in particolare, commissionò la realizzazione di due scrivanie e di uno scrittoio. Decise poi di tenere lo scrittoio e una delle scrivanie per sé, destinando i due mobili rispettivamente al panfilo reale e al Castello di Windsor, e di donare l'altra scrivania all'allora Presidente degli Stati Uniti d'America Rutherford B. Hayes nel 1880.
Molti presidenti dopo Rutherford Hayes hanno utilizzato la scrivania in varie stanze della Casa Bianca, ma fu Jackie Kennedy che per prima decise di metterla all'interno dello Studio Ovale nel 1960 per suo marito, il presidente John Fitzgerald Kennedy.
Fu rimossa dalla Casa Bianca per una sola volta, dopo l'assassinio di Kennedy nel 1963, quando il presidente Johnson permise che la scrivania andasse a far parte della mostra itinerante nella John F. Kennedy Library. Successivamente fu in mostra al museo Smithsonian Institution.
Fu il presidente Jimmy Carter che, nel 1977, propose il ritorno della scrivania all'interno dell'Ufficio Ovale, dove venne utilizzata anche dai suoi successori: Ronald Reagan, Bill Clinton, George W. Bush, Barack Obama, Donald Trump e Joe Biden. Fa eccezione il presidente George H. W. Bush, che usò la C&O desk.

#### Modifiche
Dal 1880 la Resolute desk ha subito solo due modifiche:
- nel 1944 il presidente Franklin D. Roosevelt commissionò un pannello da installare sulla parte anteriore della scrivania in modo da nascondere la sedia a rotelle su cui sedeva. Il pannello fu consegnato solo dopo la morte di Roosevelt, nel 1945, ma il suo successore Harry S. Truman decise di installarlo ugualmente. Vale la pena notare che sul pannello incernierato è raffigurato il sigillo del Presidente degli Stati Uniti, nella versione con la testa dell'aquila rivolta a sinistra (verso le frecce brandite dall'aquila nel suo artiglio). Nel 1945 il disegno del sigillo presidenziale fu cambiato sotto l'amministrazione Truman, con l'aquila che guarda il ramoscello d'ulivo nell'artiglio destro, sia a simboleggiare lo sguardo rivolto verso la pace anziché la guerra, sia per ragioni araldiche, visto che la destra è la posizione d'onore di un blasone.[1][2] Tuttavia, l'intaglio sulla scrivania non è stato modificato, rendendo lo stemma esposto sulla scrivania non più conforme al design ufficiale (una delle sole tre rappresentazioni di questo sigillo tra le tante esistenti alla Casa Bianca ad avere questa peculiarità).
- una seconda modifica fu apportata nel 1961 dal presidente Kennedy, che fece alzare la scrivania di 4,5 cm in modo che le sue ginocchia non colpissero più la parte inferiore del piano e sedere quindi più comodamente.